# Olympische Jugend-Sommerspiele 2014/Teilnehmer (Thailand)
| Gelbes Symbol für Goldmedaillen mit stilisierten Olympischen Ringen | Graues Symbol für Silbermedaillen mit stilisierten Olympischen Ringen | Braundes Symbol für Bronzemedaillen mit stilisierten Olympischen Ringen |
| ------------------------------------------------------------------- | --------------------------------------------------------------------- | ----------------------------------------------------------------------- |
| 3                                                                   | 2                                                                     | 3                                                                       |

Die Jugend-Olympiamannschaft aus Thailand für die II. Olympischen Jugend-Sommerspiele vom 16. bis 28. August 2014 in Nanjing (Volksrepublik China) bestand aus 37 Athleten.

## Athleten nach Sportarten

### Badminton
| Mädchen - Busanan Ongbamrungphan Einzel: Bronze Mixed: 17. Platz (mit Dipesh Dhami Nepal) | Jungen - Mek Narongrit Einzel: 9. Platz Mixed: 4. Platz (mit Qin Jinjing Volksrepublik China) |

### Basketball
Mädchen
- 3x3: 9. Platz
- Rujiwan Bunsinprom
Shoot-out: 21. Platz
- Konrawee Phongkwan
Shoot-out: 37. Platz
- Varitta Srijunvong
Shoot-out: 61. Platz
- Amphawa Thuamon
Shoot-out: 35. Platz

### Beachvolleyball
| Mädchen - Sirinuch Kawfong - Saowaros Tangkaeo 9. Platz | Jungen - Surin Jongklang - Banlue Nakprakhong 9. Platz |

### Gewichtheben
| Mädchen - Rattanaphon Pakkaratha Leichtgewicht: Gold - Duangaksorn Chaidee Superschwergewicht: Gold | Jungen - Sakda Meeboon Federgewicht: Silber |

### Golf
| Mädchen - Supamas Sangchan Einzel: Bronze Mixed: 9. Platz | Jungen - Danthai Boonma Einzel: Bronze Mixed: 9. Platz |

### Leichtathletik
| Mädchen - Pimpisa Songnoo Diskuswurf: 14. Platz 8 × 100 m Mixed: 36. Platz | Jungen - Naludol Asavaruengsri 200 m: 13. Platz 8 × 100 m Mixed: 37. Platz - Vitsanu Phosri 400 m: 12. Platz 8 × 100 m Mixed: 53. Platz - Parinya Munaek 110 m Hürden: 10. Platz 8 × 100 m Mixed: 45. Platz - Witthawat Thumcha 400 m Hürden: 5. Platz 8 × 100 m Mixed: Gold - Saran Saenbuakham Weitsprung: 9. Platz 8 × 100 m Mixed: 19. Platz - Chakkrit Panthasa Dreisprung: 11. Platz 8 × 100 m Mixed: 47. Platz |

### Schießen
Jungen
- Jettakan Chokkaeo
Luftpistole 10 m: 9. Platz
Mixed: 19. Platz (mit Marharyta Ramanchuk  Belarus)

### Schwimmen
| Mädchen - Sarisa Suwannachet 200 m Freistil: 15. Platz 400 m Freistil: Silber 200 m Schmetterling: 13. Platz - Phiangkhwan Pawapotako 200 m Brust: 16. Platz 200 m Lagen: 11. Platz | Jungen - Tanakrit Kittiya 200 m Freistil: 24. Platz 800 m Freistil: 24. Platz 200 m Schmetterling: DNS - Supakrid Pananuratana 50 m Schmetterling: 19. Platz 100 m Schmetterling: 13. Platz |

### Segeln
| Mädchen - Duangkamon Phongern Windsurfen: 5. Platz - Nichaporn Panmuean Byte CII: 19. Platz | Jungen - Thanatip Suebyubon Windsurfen: 11. Platz - Apiwat Sringam Byte CII: 5. Platz |

### Taekwondo
| Mädchen - Panipak Wongpattanakit Klasse bis 44 kg: Gold | Jungen - Tawin Hanprab Klasse bis 48 kg: 5. Platz |

### Tennis
Mädchen
- Kamonwan Buayam
Einzel: Viertelfinale
Doppel: 1. Runde (mit Kim Da-bin  Südkorea)
Mixed: 1. Runde (mit Chung Yun-seong  Südkorea)

### Tischtennis
| Mädchen - Tamolwan Khetkhuan Einzel: 5. Platz Mixed: 4. Platz | Jungen - Padasak Tanviriyavechakul Einzel: 9. Platz Mixed: 4. Platz |

### Turnen
Jungen
- Nattipong Aeadwong
Einzelmehrkampf: 24. Platz